# Решёточник красный
Решёточник кра́сный (лат. Clathrus ruber) — гриб рода Решёточник (лат. Clathrus) семейства Весёлковые (Phallaceae), иногда род Решёточник выделяется в собственное семейство — Решёточниковые (Clathraceae). Считается несъедобным. Занесен в Красную книгу России. 

## Описание

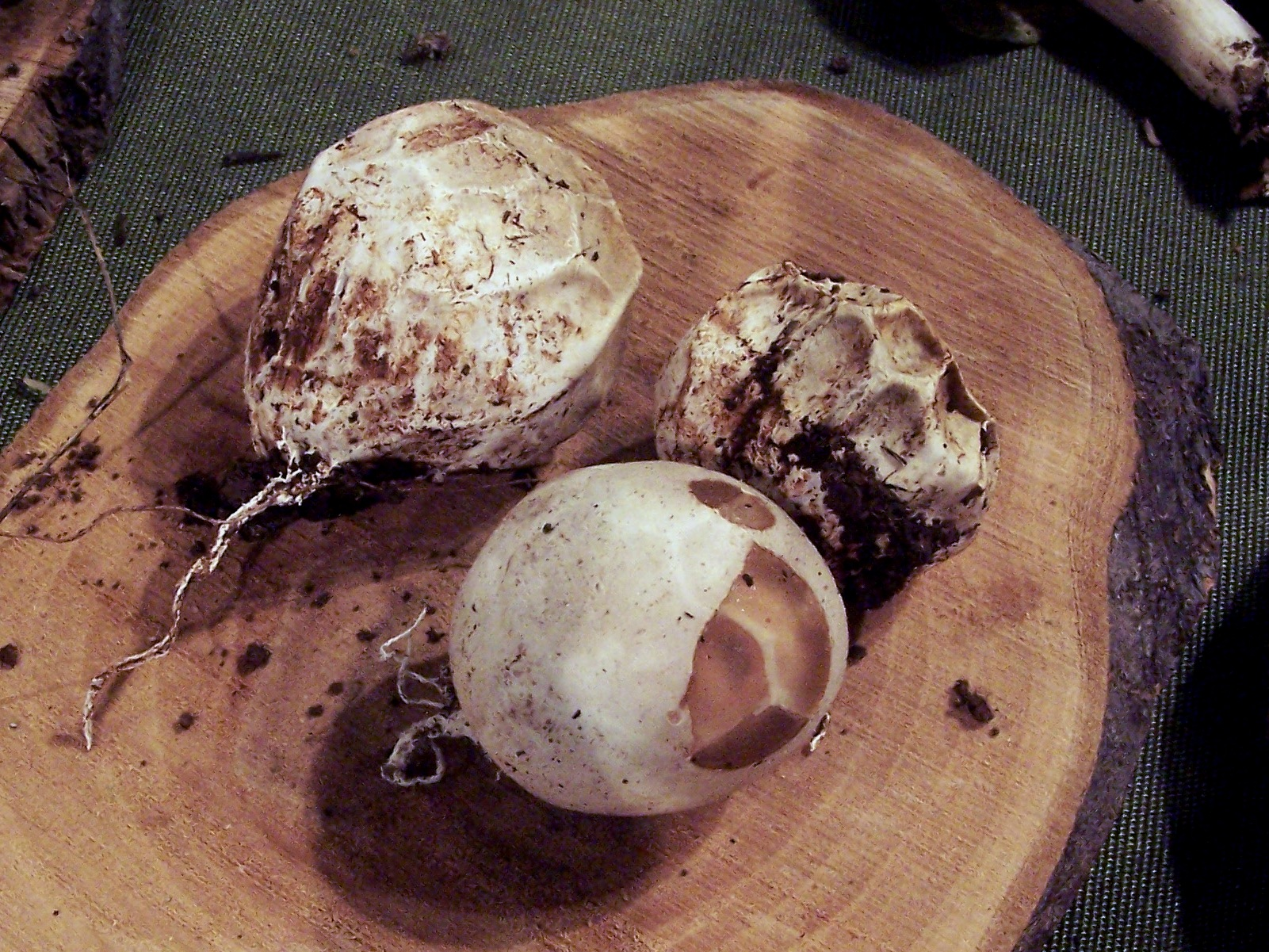
Молодые плодовые тела решёточника красного

Зрелое плодовое тело имеет вид шаровидной решётки красного цвета, в высоту достигает 12 см, в ширину — до 9 см. Белые или буроватые незрелые тела имеют яйцевидную форму. В основании зрелого тела заметны остатки плёнчатого покрывала. Внутренняя спороносная поверхность зрелых экземпляров имеет оливково-коричневое спороносное слизистое покрытие. Мякоть губчатая, нежная, в зрелом виде испускает запах гниющей плоти. Споровый порошок оливково-коричневый. Споры продолговатые, 5—6×1,7—2 мкм.
Произрастает на лесном опаде и на остатках гниющей древесины. Сезон: весна — осень.
Очень редкий (с естественно малой численностью) гриб. На территории России встречается в Краснодарском крае. Занесён в Красную книгу.